# Ommata nigricollis
Ommata nigricollis är en skalbaggsart som beskrevs av Dmytro Zajciw 1969. Ommata nigricollis ingår i släktet Ommata och familjen långhorningar. Inga underarter finns listade i Catalogue of Life.